# Thomisus sikkimensis
Thomisus sikkimensis là một loài nhện trong họ Thomisidae.
Loài này thuộc chi Thomisus. Thomisus sikkimensis được Benoy Krishna Tikader miêu tả năm 1962.